# Ljudmila Blonska
Ljudmila Leonidivna Ševčuk-Blonska (ukrajinsko Людмила Леонідівна Шевчук-Блонська), ukrajinska atletinja, * 9. november 1977, Simferopol, Sovjetska zveza.
Nastopila je na poletnih olimpijskih igrah leta 2008, kjer je osvojila srebrno medaljo v sedmeroboju, toda zaradi dopinga ji je bila odvzeta, prejela je tudi doživljajsko prepoved nastopanja. Na svetovnih prvenstvih je v isti disciplini osvojila naslov podprvakinje leta 2007, na svetovnih dvoranskih prvenstvih pa naslov prvakinje v peteroboju leta 2006.